# Bois de Colfontaine
 (juin 2020).
Si vous disposez d'ouvrages ou d'articles de référence ou si vous connaissez des sites web de qualité traitant du thème abordé ici, merci de compléter l'article en donnant les références utiles à sa vérifiabilité et en les liant à la section « Notes et références ».
Le bois de Colfontaine est une forêt située sur le territoire des communes de Colfontaine, Dour et Frameries en Belgique.

## Histoire
Le bois de Colfontaine est créé en 1842 sous l'impulsion d'Henri De Gorge, industriel franco-belge, patron d'un charbonnage dans le Borinage et concepteur de la cité ouvrière du Grand-Hornu. Au terme de 3 achats successifs réalisés à partir de 1828, il arrive à constituer un domaine forestier de 545 ha dont l'exploitation sera facilitée par la création d'allées de desserte.
En 1907, un meeting de protestation fut organisé afin de conserver la forêt, menacée de destruction depuis le début du siècle. Quelques mois plus tard, l'Etat belge rachète la forêt et assure ainsi sa préservation.
En 1977, lors de la fusion des communes, c'est le nom de Colfontaine qui est choisi pour désigner la nouvelle commune issue de la fusion des villages de Pâturages, Warquignies et Wasmes.

## Environnement
D'une superficie de 750 ha, le bois de Colfontaine abrite de nombreux ruisseaux tels que le ruisseau de Mouligneau, l'Elwasmes, le ruisseau de Liernes et le ruisseau de Colfontaine. On y trouve également quelques sources comme la source de l'Ermite et la source du Cerisier,.
Le bois de Colfontaine est riche d'une importante biodiversité. Les oiseaux que l'on peut y rencontrer sont notamment le pic mar, le pic épeiche, le geai des chênes, la sittelle torchepot et le faisan vénéré. Le chevreuil, l'écureuil roux et le sanglier sont les principaux mammifères qui peuplent cette forêt.